# Monster (Pink Lady單曲)
《Monster》，是日本女子團體Pink Lady的第8張單曲。1978年3月25日發行。

## 簡介
單曲的初版發行數量就已經超過60萬張。發售後連續8個星期佔據Oricon公信榜冠軍位置。繼《海濱的辛巴達》、《WANTED (通緝)》、《UFO》和《左手投手》之後，第五張也是最後一張在Oricon統計銷量過百萬的單曲。創下了當時最多數量連續百萬銷量單曲的紀錄，直到1993年才被B'z打破。Oricon統計總銷量高達110.2萬張，Victor公佈的總銷量更高達160萬張。是1978年度日本單曲銷量第3位。
未能取得《The Best Ten》冠軍，在《The Best Ten》年終榜排行第17位。

## 收錄曲目
1. Monster（モンスター）
  - 作詞：阿久悠；作曲、編曲：都倉俊一
2. Catch Lip（キャッチ・リップ）
  - 作詞：阿久悠；作曲：都倉俊一；編曲：田邊信一